# سنت-میشل-ان-برن
سنت-میشل-ان-برن (به فرانسوی: Saint-Michel-en-Brenne) یک کمون در فرانسه است که در اندر واقع شده‌است. سنت-میشل-ان-برن ۴۹٫۱۵ کیلومتر مربع مساحت و ۳۲۰ نفر جمعیت دارد و ۸۵ متر بالاتر از سطح دریا واقع شده‌است.